# Andrea Eife
Andrea Eife (Lipsia, 12 aprile 1956) è un'ex nuotatrice tedesca orientale.

## Carriera
Fortemente specializzata nelle staffetta, ha vinto la medaglia d'argento ai Giochi Olimpici di Monaco di Baviera 1972 nella 4x100m stile libero.

## Palmarès
- Giochi olimpici estivi

Monaco di Baviera 1972: argento nella 4x100m stile libero.
- Mondiali

Belgrado 1973: oro nella 4x100m stile libero e bronzo nei 200m stile libero.
- Europei

Vienna 1974: oro nella 4x100m stile libero e bronzo nei 200m stile libero.